# HMS M27
«M27» (англ. HMS M27) був монітором типу M15, який служив під час Першої світової війни. Він також брав участь в британській інтервенції в Росії в 1919 році, і був знищений на річці Північна Двіна 16 вересня 1919 року.  

## Конструкція
Призначений для обстрілів берегових цілей, як основне озброєння «M27» одну 9,2-дюймову гармату Mk X, зняту з крейсера типу "Едгар"  HMS Theseus. Крім того, на моніторі встановили 76,2-мм гармату, а також 57-міліметрову зенітку. Корабель мав чотирициліндровий двигун Боліндера потужністю 560 кінських сил, який дозволяв розвивати швидкість до 11 вузлів. Екіпаж складався з 69 офіцерів і матросів.

## Будівництво
«M27» замовили у березні 1915 року як частину Воєнної надзвичайної програми з будівництва кораблів. Він була закладений на верфі «Sir Raylton Dixon & Co. Ltd» у березні 1915 року, спущений на воду 8 серпня 1915 року та завершений у вересні 1915 року. 

## Перша світова війна
«M27» служив у Дуврському патрулі з грудня 1915 по грудень 1918 року. Переважно виконував функцію ескорту більших моніторів. На початку 1916 року в «M27» було вилучено його основну 9,2-дюймову гармату, яка була недостатньо далекобійною, використавши у сухопутній артилерії на Західному фронті. Її замінили меншою 152-міліметровою QF 6-inch Mk I/II з пре-дредноута HMS Redoubtable. Ще пізніше її замінили дещо більш далекобійною та новішою гарматою BL 6-inch gun Mk VII того ж калібру.    

## Росія

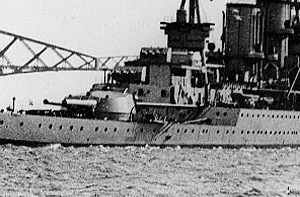
Дві строєні установки (вище башти головного калібру) на лінійному крейсері "Ріпалс". Аналогічну установку отримав M27 перед направленням до Росії.

Наступною місією «M27» стало надання допомоги експедиційним силам Британії на півночі Росії. Разом із п'ятьма іншими моніторами ( «M23», «M25», «M31», «M33» та HMS Humber), корабель було відправлено до Мурманська в травні 1919 року.  Перед цим на M27 знову змінили  озброєння, встановивши замість гармати головного калібру строєну установку 102 міліметрових BL 4-inch Mk IX (аналогічні встановлених на лінійному крейсері HMS Repulse), а 76 міліметрова скорострільна гармата була замінена зеніткою аналогічного калібру.
У червні 1919 року «M27» прибув до Архангельська і його неглибока осадка дозволила монітору діяти на Північній Двіні для прикриття виведення британських сил і Білої армії. Монітор успішно застосовувався не лише проти берегових батарей, але і проти кораблів Північно-Двінської флотилії більшовиків. Його строєна установка головного калібру забезпечувала скорострільність до 50 пострілів на хвилину, проти піхоти ефективними були також зенітні гармати.
Кораблю разом з однотипним «M25» не вдалося відступити вниз за течією, коли рівень річки впав, і 16 вересня 1919 року їх було підірвано командами. 